# سیارک ۴۴۵۳۰
سیارک ۴۴۵۳۰ (به انگلیسی: 44530 Horakova، نامگذاری:1998YC8)۴۴۵۳۰مین سیارک کشف شده‌است که در ۲۵ دسامبر ۱۹۹۸ کشف شد.